# Brenthonne

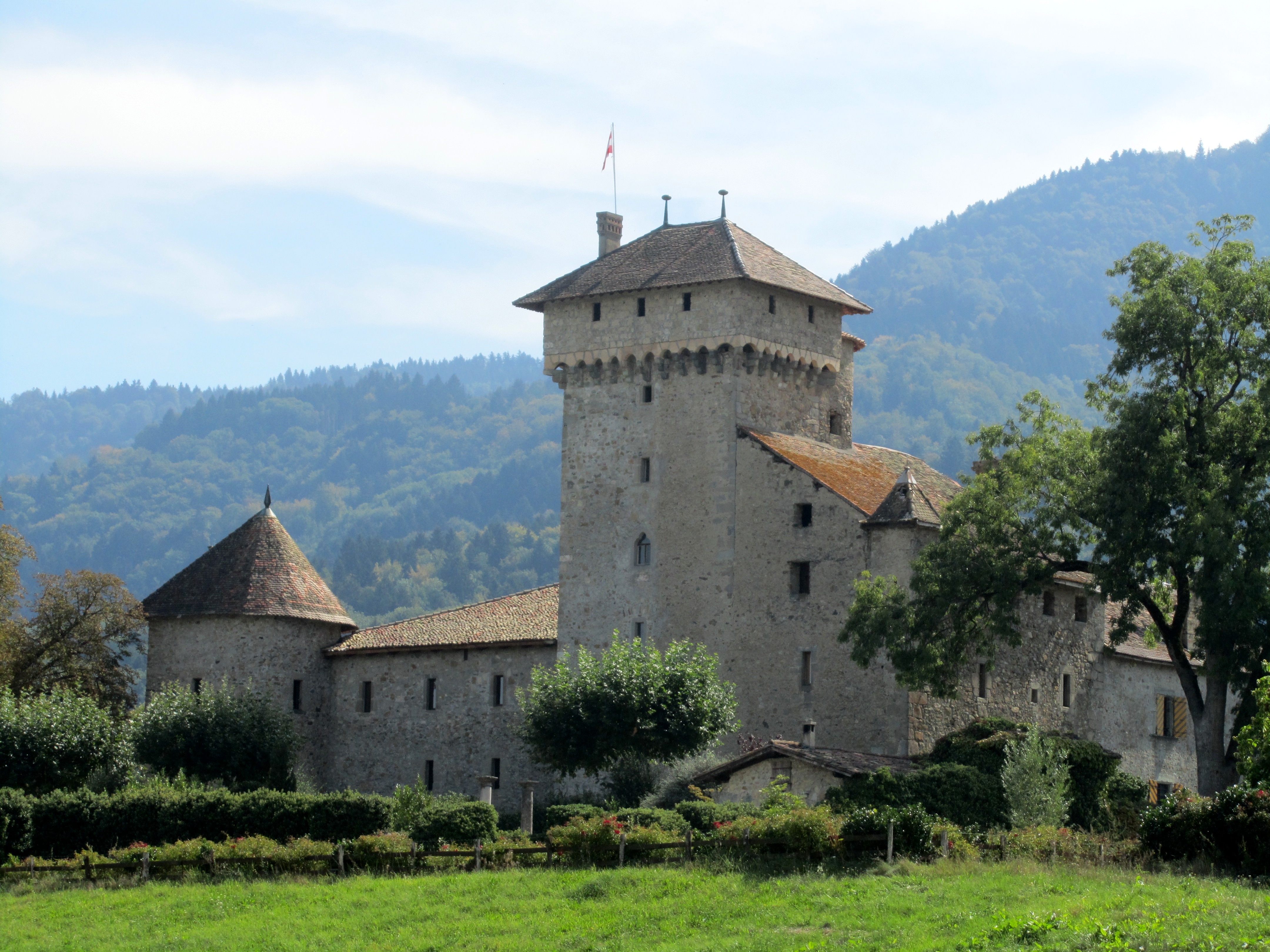
Zamek d'Avully z XIV wieku, 2011

Brenthonne – miejscowość i gmina we Francji, w regionie Owernia-Rodan-Alpy, w departamencie Górna Sabaudia.
Według danych na rok 1990 gminę zamieszkiwały 654 osoby, a gęstość zaludnienia wynosiła 78 osób/km² (wśród 2880 gmin regionu Rodan-Alpy Brenthonne plasuje się na 1018. miejscu pod względem liczby ludności, natomiast pod względem powierzchni na miejscu 1250.).